# 7th Heaven (telessérie)
7th Heaven é uma série de drama norte-americana sobre um pastor protestante e a sua família da cidade ficcional de Glenoak, Califórnia. Foi criada e produzida por Brenda Hampton. O final original da série foi transmitida a 8 de maio de 2006 mas numa rara ocorrência levou o programa a ser revivido pelo novo The CW Television Network depois do episódio ter tido uma audiência bastante grande. A série chegou ao fim com a 11ª temporada.

## Transmissão
A série começou numa segunda, 26 de agosto de 1996 no The WB, a primeira vez que o the WB transmitiu a programação de segunda-feira, e foi transmitido de 1996-2006 no The WB, e será um dos programas do novo The CW. Notavelmente, a série ficou no mesmo espaço durante quase toda a sua história, fazendo frente contra 92 séries que foram transmitidas noutros canais durante as suas dez primeiras temporadas. Também foi a série mais vista do WB desde 1998 - oito anos seguidos. 7th Heaven detém o recorde da hora mais vista do WB - 12,5 milhões de espectadores - a 8 de Fevereiro, 1999 "In Praise of Women" quando a série recebeu o nascimento dos gémeos Sam e David Camden.

## Elenco e personagens
| Personagens        | Ator                    | Temporadas | Temporadas | Temporadas | Temporadas | Temporadas | Temporadas   | Temporadas | Temporadas   | Temporadas   | Temporadas   | Temporadas |
| Personagens        | Ator                    | 1          | 2          | 3          | 4          | 5          | 6            | 7          | 8            | 9            | 10           | 11         |
| ------------------ | ----------------------- | ---------- | ---------- | ---------- | ---------- | ---------- | ------------ | ---------- | ------------ | ------------ | ------------ | ---------- |
| Eric Camden        | Stephen Collins         | Principal  | Principal  | Principal  | Principal  | Principal  | Principal    | Principal  | Principal    | Principal    | Principal    | Principal  |
| Annie Camden       | Catherine Hicks         | Principal  | Principal  | Principal  | Principal  | Principal  | Principal    | Principal  | Principal    | Principal    | Principal    | Principal  |
| Matt Camden        | Barry Watson            | Principal  | Principal  | Principal  | Principal  | Principal  | Principal    | Recorrente | Recorrente   | Principal    | Participação |            |
| Simon Camden       | David Gallagher         | Principal  | Principal  | Principal  | Principal  | Principal  | Principal    | Principal  | Recorrente   | Principal    | Principal    |            |
| Mary Camden        | Jessica Biel            | Principal  | Principal  | Principal  | Principal  | Principal  | Principal    | Recorrente | Participação |              | Participação |            |
| Lucy Camden        | Beverley Mitchell       | Principal  | Principal  | Principal  | Principal  | Principal  | Principal    | Principal  | Principal    | Principal    | Principal    | Principal  |
| Ruthie Camden      | Mackenzie Rosman        | Principal  | Principal  | Principal  | Principal  | Principal  | Principal    | Principal  | Principal    | Principal    | Principal    | Principal  |
| Happy the Dog      | Happy                   | Principal  | Principal  | Principal  | Principal  | Principal  | Principal    | Principal  | Principal    | Principal    | Principal    | Principal  |
| Sam e David Camden | Lorenzo e Nikolas Brino |            |            | Principal  | Principal  | Principal  | Principal    | Principal  | Principal    | Principal    | Principal    | Principal  |
| John Hamilton      | Chaz Lamar Shepherd     | Recorrente | Recorrente | Recorrente | Principal  | Principal  |              |            |              |              |              |            |
| Shana Sullivan     | Maureen Flannigan       |            |            | Recorrente | Principal  |            | Participação |            |              |              |              |            |
| Robbie Palmer      | Adam LaVorgna           |            |            |            | Recorrente | Principal  | Principal    | Principal  |              |              |              |            |
| Ben Kinkirk        | Geoff Stults            |            |            |            |            |            | Recorrente   | Principal  |              | Recorrente   |              | Recorrente |
| Kevin Kinkirk      | George Stults           |            |            |            |            |            | Recorrente   | Principal  | Principal    | Principal    | Principal    | Principal  |
| Roxanne Richardson | Rachel Blanchard        |            |            |            |            |            |              | Principal  | Principal    |              |              |            |
| Cecilia Smith      | Ashlee Simpson          |            |            |            |            |            |              | Principal  | Principal    |              |              |            |
| Chandler Hampton   | Jeremy London           |            |            |            |            |            |              | Principal  | Principal    |              |              |            |
| Martin Brewer      | Tyler Hoechlin          |            |            |            |            |            |              |            | Principal    | Principal    | Principal    | Principal  |
| Peter Petrowski    | Scotty Leavenworth      |            |            |            |            |            |              | Recorrente | Principal    | Participação | Participação |            |
| Rose Taylor        | Sarah Thompson          |            |            |            |            |            |              |            |              | Recorrente   | Principal    |            |
| Meredith Davies    | Megan Henning           |            |            |            |            |            |              |            |              | Recorrente   | Principal    |            |
| Sandy Jameson      | Haylie Duff             |            |            |            |            |            |              |            |              |              | Principal    | Principal  |

## Produção
Embora originalmente produzido pela FOX em 1996, o programa foi transmitido pela The WB Television Network. Foi produzido pela Spelling Television e distribuído pela CBS Television Distribution. Seus produtores, incluindo o já mencionado Aaron Spelling, consideraram uma visão saudável da família, a incorporação de anúncios de serviço público no show. A temporada final de 7th Heaven foi transmitida na temporada inaugural da The CW. A produção do programa terminou de filmar o episódio final de 8 de março de 2007, cerca de um mês antes do que levaria à maioria dos programas filmando os últimos episódios da temporada. Isso se deveu em grande parte ao fato de que, após dez anos de trabalho conjunto, os atores, produtores e a equipe obtiveram produção em um ritmo constante, reduzindo os custos várias vezes e geralmente menos do que o orçamento projetado.

## Audiência
7th Heaven foi a série mais assistida na história do canal WB. Em 8 de maio de 2006, foi visto por 7,56 milhões de telespectadores, o maior índice de audiência obtido pela WB desde janeiro de 2005. Quando a série foi transferida para a The CW, a audiência caiu. Uma das razões possíveis pelas quais elas caíram, inclui a colocação na tela da campanha publicitária "Contagem Regressar a Adeus" que promoveu que a 10 temporada que seria o fim da série; Embora a CW anunciou a renovação inesperada da série, decidiu-se não promover a nova temporada através de outdoors, pontos de ônibus, revistas ou anúncios no ar. Finalmente, a emissora decidiu mudar o dia em que a série foi ao ar aos domingos à noite; o que os espectadores provavelmente pensariam que a série havia sido removida da programação. O programa teve uma média de 3,3 milhões de telespectadores na nova rede de televisão, perdendo perto de 36% da audiência obtida no ano anterior. Na The CW, foi a terceira série mais assistida e, em geral, foi a sétima mais assistida de todos os tempos.
| Temporada | Ano       | Emissora | Audiência (em milhões) | Posição no ranking | Posição no ranking do canal |
| --------- | --------- | -------- | ---------------------- | ------------------ | --------------------------- |
| 1         | 1996–1997 | The WB   | 3.2                    | #154               | #10                         |
| 2         | 1997–1998 | The WB   | 5.8                    | #131               | #2                          |
| 3         | 1998–1999 | The WB   | 7.6                    | #106               | #1                          |
| 4         | 1999–2000 | The WB   | 6.4                    | #94                | #1                          |
| 5         | 2000–2001 | The WB   | 6.9                    | #100               | #1                          |
| 6         | 2001–2002 | The WB   | 7.0                    | #101               | #1                          |
| 7         | 2002–2003 | The WB   | 6.6                    | #106               | #1                          |
| 8         | 2003–2004 | The WB   | 5.5                    | #132               | #1                          |
| 9         | 2004–2005 | The WB   | 5.3                    | #103               | #1                          |
| 10        | 2005–2006 | The WB   | 5.2                    | #111               | #1                          |
| 11        | 2006–2007 | The CW   | 3.3                    | #133               | #9                          |